# Nordfyns község
Nordfyns község (dánul: Nordfyns Kommune) Dánia 98 községének (kommune, helyi önkormányzattal rendelkező közigazgatási egység) egyike. A Syddanmark régióban található. Nordfyns község Odense, Assens és Middelfart községekkel határos. Lakosainak száma 29 298 fő (2016).